# Coco Rocha
Coco Rocha, właś. Michaiła Rocha (ur. 10 września 1988 w Toronto) – kanadyjska tancerka (taniec irlandzki) i supermodelka pochodzenia ukraińskiego.
Na wybiegu zadebiutowała w 2002 roku w Kanadzie. Jej pierwszą agencją była Charles Stuart. Brała udział w kampaniach reklamowych dla Balenciaga, Dolce & Gabbana, Christiana Lacroic, Chanel, Christiana Diora, D&G, H&M, Hermès, Yves’a Sainta Laurenta. Była też na okładkach amerykańskiego i brytyjskiego Vogue, Harper’s Bazaar oraz Numéro.

## Życie prywatne
Miejscem urodzenia Coco jest Toronto w Kanadzie, ale będąc jeszcze małą dziewczynką przeprowadziła się z rodzicami do Richmond w Kolumbii Brytyjskiej (Kanada). Jej rodzice związani są z przemysłem lotniczym, matka, Juanita pracuje jako stewardesa, ojciec, Trevor Haines, jako biletowy na lotnisku. Coco ma dwoje rodzeństwa, siostrę Lynsey i brata Davida Morandin. W jej żyłach płynie krew irlandzka, walijska i rosyjska.
Coco jest jedną z niewielu modelek opowiadających się przeciwko anoreksji panującej w świecie mody. Jako młoda modelka sama doświadczyła presji podczas podróży do Singapuru, gdzie straciła 4 kilogramy i ogólnie powszechnej obsesji na punkcie jedzenia. W e-mailu do Associated Press, obrazuje świat mody w ten sposób: „Nigdy nie zapomnę porad, które dostałam od ludzi z branży, kiedy zobaczyli moje nowe ciało...Powiedzieli: „Musisz więcej stracić na wadze. W tym roku modnym wyglądem jest anoreksja. Nie chcemy żebyś była anorektyczką, ale chcemy abyś właśnie tak wyglądała.”
Rocha jest Świadkiem Jehowy od dzieciństwa, w roku 2013 w wywiadzie stwierdziła, że głosi od drzwi do drzwi oraz że ze względu na swoją wiarę, nie będzie pozować nago, ani z papierosami, alkoholem czy z symbolami państwowymi i religijnymi.
Rocha wyszła za mąż 9 czerwca 2010 za projektanta wnętrz, Jamesa Conrana. Mają córkę Ioni James i syna Ivera Eamesa.

## Kariera modelki
Coco została zauważona przez agenta Charlesa Stuarta w 2002 roku podczas występów w konkursie tańca irlandzkiego. W momencie, kiedy Stuart zaproponował współpracę, Coco nigdy wcześniej nie myślała o karierze modelki. Gdy zaczynała, jej znajomość świata mody była ograniczona.
Prawdziwą karierę rozpoczęła w 2004 roku podpisując umowę z nowojorską agencją SUPREME. Dwa lata później pracowała już ze znanym fotografem Stevenem Meisel, a wkrótce pozowała z modelkami Gemmą Ward i Amandą Moore. W 2006 roku pojawiła się na okładce włoskiego Vogue’a. W sezonie wiosna/lato 2006 New York City runways pozowała na wybiegu dla garstki najważniejszych twórców, przede wszystkim Anny Sui i Marca Jacobsa. Za kulisami pokazu Anny Sui, spotkała modelkę Naomi Campbell, która ściskając jej dłoń oznajmiła Coco, że jest „jej nową ulubioną modelką”. Po udziale w New York Fashion Week wkrótce wybiła się na Paris Fashion Week, gdzie pozowała dla cenionych projektantów Stelli McCartney, Shiatzy Chen, Christiana Lacroix i Emanuela Ungaro.
W 2013 roku razem z Campbell i Karoliną Kurkovą były jurorkami i zarazem mentorkami początkujących modelek w amerykańskim programie modowym The Face.